# Potencjał czynnościowy

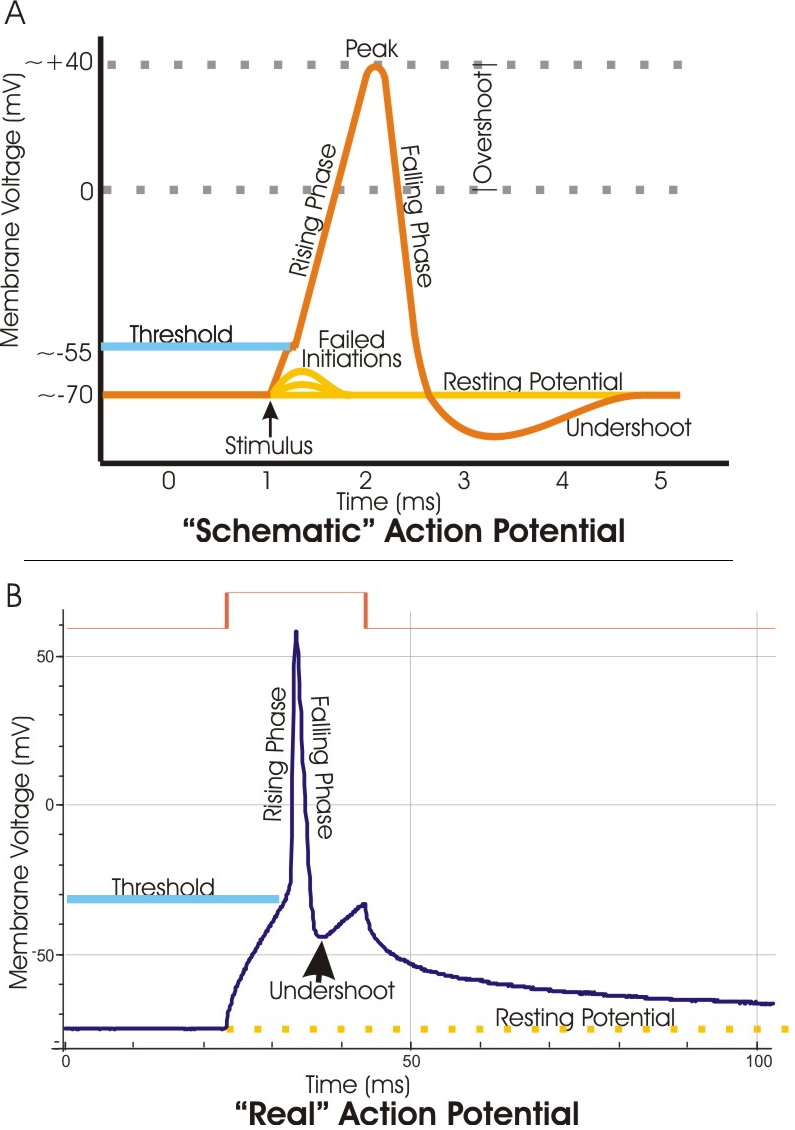
A. Wyidealizowany obraz potencjału czynnościowego, ukazujący jego fazy.
B. Rzeczywiste potencjały, rejestrowane różnymi technikami, odbiegają od wzorca

Potencjał czynnościowy, potencjał iglicowy – przejściowa zmiana potencjału błonowego komórki, związana z przekazywaniem informacji. Bodźcem do powstania potencjału czynnościowego jest zmiana potencjału elektrycznego w środowisku zewnętrznym komórki. Wędrujący potencjał czynnościowy nazywany jest impulsem nerwowym.
Faza depolaryzacji i repolaryzacji potencjału czynnościowego (iglica) trwa nie więcej niż 1 ms i osiąga maksymalnie wartości około +30 mV. Hiperpolaryzacja następcza może trwać kilkadziesiąt milisekund. W trakcie potencjału czynnościowego neurony stają się niepobudliwe, zaś później, podczas hiperpolaryzującego potencjału następczego ich pobudliwość jest zmniejszona. Zjawiska te nazywamy refrakcją bezwzględną i względną. Ze względu na okres refrakcji bezwzględnej oraz refrakcji względnej komórki nerwowe człowieka nie mogą generować potencjałów czynnościowych z dowolną częstotliwością. Jednak w najbardziej sprzyjających okolicznościach częstotliwość potencjałów czynnościowych może dojść do 100 impulsów na sekundę.
Miejscem powstawania potencjału czynnościowego w komórce nerwowej jest wzgórek aksonowy, skąd potencjał iglicowy rozprzestrzenia się po powierzchni błony komórkowej aksonu. Generowaniem potencjałów czynnościowych rządzi zasada „wszystko albo nic”: do zapoczątkowania potencjału czynnościowego niezbędny jest bodziec o intensywności wystarczającej do zdepolaryzowania neuronu powyżej określonej wartości progowej; wszystkie potencjały czynnościowe w danej komórce osiągają tę samą amplitudę.

## Przebieg potencjału czynnościowego w komórce nerwowej
Jeśli dokomórkowe prądy kationów przeważają nad odkomórkowymi, następuje depolaryzacja od poziomu potencjału spoczynkowego (ok. -70 mV) do potencjału krytycznego, czyli progowego (ok. -50 mV). Po osiągnięciu potencjału progowego następuje otwarcie bramkowanych elektrycznie (zależne od napięcia) kanałów przewodzących odkomórkowo kationy potasowe oraz kanałów przewodzących kationy sodowe do wnętrza komórki. Wskutek różnicy stężeń i potencjałów kationy sodowe szybko napływają do wnętrza komórki, niwelując różnicę potencjałów między środowiskiem zewnątrz- i wewnątrzkomórkowym do zera (depolaryzują błonę komórkową). Jest to początek potencjału iglicowego. Ze względu na dużą początkową różnicę stężeń, mimo wyrównania potencjałów, kationy sodowe napływają w dalszym ciągu do wnętrza komórki, powodując odwrotną polaryzację błony, tak zwany nadstrzał, dochodzącą do +35 mV. Następuje to stosunkowo szybko: w ciągu około 2 ms następuje już całkowita inaktywacja kanałów sodowych. Po rozpoczęciu aktywacji sodowej, w odpowiedzi na depolaryzację, następuje aktywacja potasowa, czyli otwarcie kanałów dla odkomórkowego prądu kationów potasowych. Powoduje to zmianę potencjału wnętrza komórki z powrotem na ujemny, czyli repolaryzację. W tym czasie nie jest możliwe ponowne pobudzenie komórki, jest to okres refrakcji bezwzględnej. 
W czasie trwania potencjału iglicowego, a zwłaszcza pod koniec – proporcje kationów po obu stronach błony są odwrócone (Na+ wewnątrz, K+ na zewnątrz komórki). Przez cały czas trwania potencjału czynnościowego aktywna jest pompa sodowo-potasowa oraz inne układy transportujące jony. Poziom aktywności pompy sodowo-potasowej jest uzależniony od, między innymi, stężenia kationów sodowych we wnętrzu komórki. W czasie trwania potencjału iglicowego pompa działa z najwyższą możliwą prędkością. W ciągu kolejnych kilkudziesięciu milisekund przywraca proporcje kationów sodowych i potasowych po obu stronach błony komórkowej. Początkowo jednak błona jest jeszcze w stanie hiperpolaryzacji – różnica potencjałów przekracza wartość spoczynkową. Jest to okres refrakcji względnej, kiedy komórkę da się pobudzić, ale dużo większym bodźcem – ze względu na większą „odległość” od poziomu potencjału krytycznego.
W pewnym stopniu, w różnych tkankach, w opisanych procesach biorą udział również inne jony, głównie chlorkowe (Cl-) oraz wapniowe (Ca2+). 